# Dianella tarda
Dianella tarda är en grästrädsväxtart som beskrevs av Horsfall och Geoffrey William Carr. Dianella tarda ingår i släktet Dianella och familjen grästrädsväxter. Inga underarter finns listade i Catalogue of Life.